# Бэйрд, Дэвид, 1-й баронет
Генерал сэр Дэвид Бэйрд, 1-й баронет, GCB (6 декабря 1757 — 18 августа 1829) – британский военачальник.

## Военная карьера
Родился в Ньюбит-Хаус в Хаддингтоншире, Шотландия, в семье эдинбургского купца. Поступил на службу в британскую армию в 1772 году. В 1779 году он был отправлен в Индию с 73-м (впоследствии 71-м) хайлендерским пехотным полком в звании капитана. Сразу по прибытии Бэйрд был прикреплён к отряду под командованием сэра Гектора Мунро, который был направлен для оказания помощи отряду полковника Бейли, оказавшемуся под угрозой Хайдера Али. В ходе последовавшего сражения вся армия была уничтожена, а тяжело раненный Бэйрд попал в руки майсурского вождя. Вместе с другими заключёнными он оставался в плену более четырёх лет. Говорят, что мать Бэйрда, услышав, что её сын и другие заключенные содержатся в оковах, сказала: «Боже, помоги этому вождю, прикованному к нашему Дэви». Пуля была извлечена из раны только после освобождения.

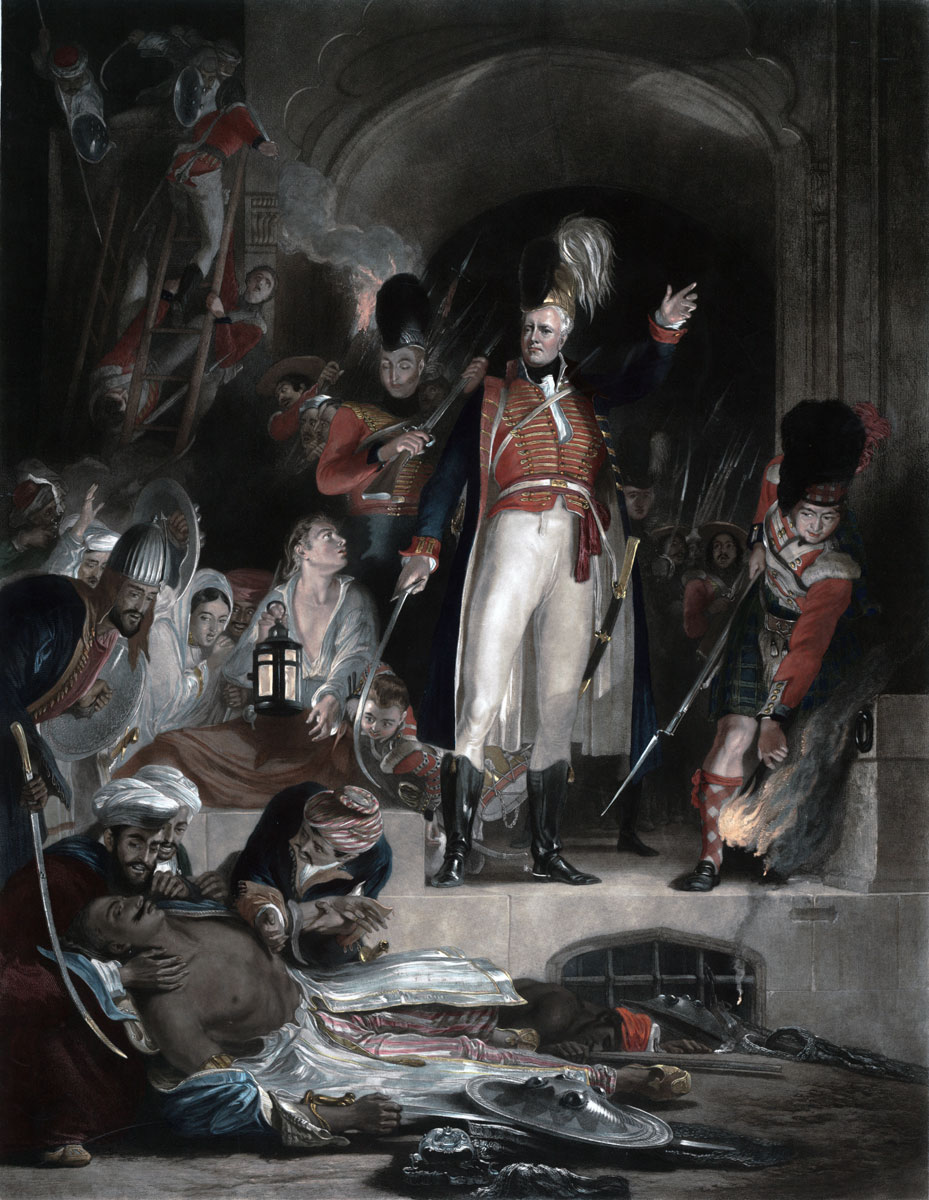
Бэйрд обнаруживает тело Типу Султана после штурма Серингапатама. Гравюра с картины Дэйвида Уилки 1839 года.

В 1787 году он получил звание майора, в 1789 году посетил Англию, а в 1790 году получил звание подполковника, вернувшись в Индию в следующем году. В войне против Типу Султана он командовал бригадой и служил под руководством лорда Корнуоллиса во время боевых действий в Серингапатаме в 1792 году. Он захватил Пондичерри, и в 1795 году получив звание полковника. Бэйрд служил также на мысе Доброй Надежды в звании бригадного генерала, после чего в 1798 году вернулся в Индию в чине генерал-майорагенерал-майора. В последней войне против Типу в 1799 году Бэйрд был назначен старшим бригадным командующим армии. Во время успешного взятия Серингапатама Бэйрд возглавил штурмовую группу и вскоре занял крепость, где ранее был пленником.
Разочарованный тем, что командование большой армией низама было отдано Артуру Уэлсли (в то время полковнику) и что после захвата крепости губернатором был назначен опять же Уэлсли, а не он, Бэйрд посчитал, что с ним обошлись несправедливо и неуважительно. Позже он получил благодарность парламента и Ост-Индской компании за его доблестное сражение в том важном бою, и компания предложила ему пенсию, от которой он отказался, очевидно, в надежде получить от правительства орден Бани.
Генерал Бэйрд командовал англо-индийским экспедиционным отрядом, который был создан в Бомбее в начале 1801 года для совместного с сэром Ральфом Эберкромби изгнания французов из Египта. Он прибыл после Александрийской битвы 21 марта 1801 года, а вскоре после этого 28 марта Аберкромби был убит в перестрелке. Уэлсли был назначен заместителем Бэйрда, но из-за плохого состояния здоровья не сопровождал экспедицию. 17 мая Бэйрд достиг Джидды, где к нему присоединился контингент с мыса Доброй Надежды. 8 июня британцы высадились в Эль-Кусейре и прошли 270 км через пустыню до Кены на Ниле, а затем ещё 407 км до Каира. Французы сдали Каир 27 июня. Затем индийский контингент направился в Александрию и участвовал в осаде Александрии, длившейся с 17 августа до 2 сентября 1801 года.
По возвращении в Индию в 1802 году он был направлен для борьбы с Шинде, но, будучи раздражённым новым назначением Уэлсли, оставил командование и вернулся в Европу.
В 1804 году он был посвящён в рыцари, а в 1805—1806 годах, будучи к тому времени генерал-лейтенантом, весьма успешно командовал экспедицией на мыс Доброй Надежды, захватив Кейптаун и заставив голландского генерала Янсенса сдаться. Но и здесь продолжалось его обычное невезение.
Коммодор сэр Хоум Пофам убедил Бэйрда одолжить ему войска для экспедиции против Буэнос-Айреса; последовавшая за этим неудача привела в начале 1807 года к отзыву Бэйрда, хотя по возвращении домой он вскоре был вновь принят на службу в звании дивизионного генерала в копенгагенской экспедиции 1807 года. Во время последующей битвы при Копенгагене Бэйрд был ранен. В том же году он был назначен полковником 24-го (2-го Уорикширского) пехотного полка, и оставался в этой должности до своей смерти.
Вскоре после его возвращения он был отправлен на Пиренейскую войну, командуя достаточно большой армией, которая была направлена в Испанию для совместных действий с сэром Джоном Муром; Бэйрд был назначен заместителем Мура. К несчастью для Бэйрда, он был на несколько дней младше как Мура, так и лорда Кавана, под руководством которого служил в Александрии, и, таким образом, никогда не имел возможности единолично командовать на поле битвы. В битве при Ла-Корунье он принял верховное командование после смерти Мура, но вскоре после этого получил ранение в левую руку (которую пришлось ампутировать), и командование перешло к сэру Джону Хоупу. Ещё раз получив благодарность от парламента за его доблестную службу, в 1809 году он был произведён в рыцари Большого креста ордена Бани и получил титул баронета. Он больше не участвовал в сражениях, а из-за множества личных и политических врагов им постоянно пренебрегали и обходили по службе.
Лишь в 1814 году он стал полным генералом, а пять лет спустя был назначен губернатором Кинсейла. В 1820 году он был назначен главнокомандующим в Ирландии и произведён в тайные советники Ирландии, но в 1822 году он ушёл в отставку.

## Семья

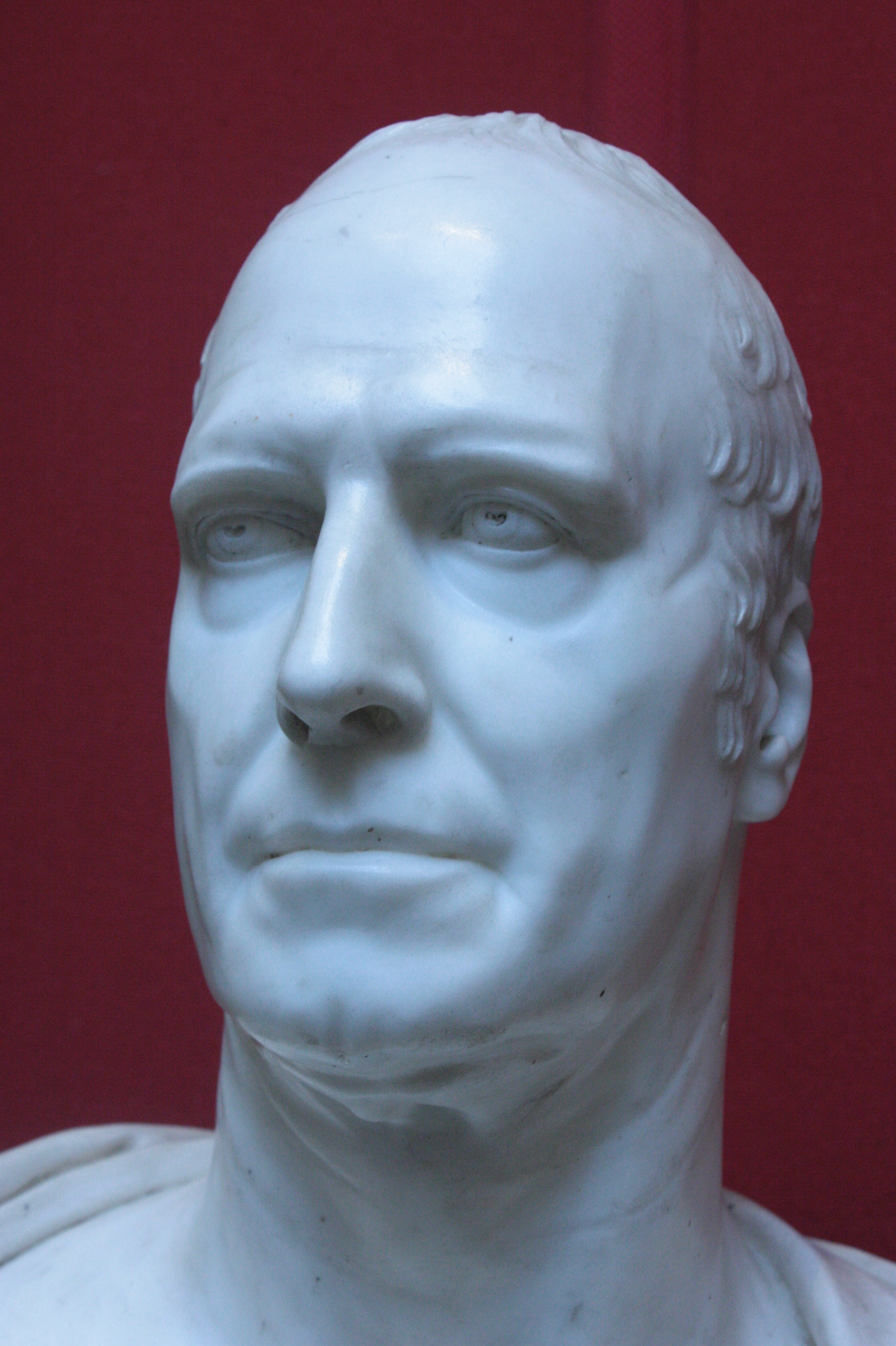
Бюст Бэйрда работы Лоуренса Макдональда, 1828

Сэр Дэвид Бэйрд был пятым сыном эдинбургского торговца Уильяма Бэйрда из Ньюбита и Алисии Джонстон. Его отец был внуком сэра Роберта Бэйрда, баронета из Сотона, и двоюродным братом и наследником сэра Джона Бэйрда, баронета из Ньюбита.
4 августа 1810 года сэр Дэвид женился на Анне Престон Мензис Кэмпбелл Престон, дочери и наследнице майора Патрика Престона, младшего Вэллифилда.
Он скоропостижно умер 18 августа 1829 года в возрасте 71 года. Его наследником стал его племянник Дэвид, сын Роберта Бэйрда и Херши Кристины Марии Гэвин.
Его вдова поставила ему обелиск на холме над Троуэном недалеко от Криффа. На южной стороне монумента находится мемориальная доска, посвященная походу англо-индийской армии через Великую пустыню от Аль-Кусейры до Александрии в 1801 году.

## В современной культуре
Бэйрд является персонажем серии романов о Ричарде Шарпе, где в основном описывается его роль в кампании в Майсуре в 1799 году и в копенгагенской экспедиции в 1807 году. Бэйрд показан как добродушный, но способный на блеф человек, который дружелюбно относится к Шарпу. Хотя он был офицером, его считали бесстрашным воином; в перебранке он мог одолеть любого сержанта и был таким же стойким и выносливым, как и рядовые солдаты. Будучи высокопоставленным офицером, он тем не менее лично вёл своих солдат в бой.
Бэйрд также выступает в качестве главнокомандующего в книге «Единственный победитель» (англ. The Only Victor) Александра Кента. Описанные в книге события происходят как раз перед успешной кампанией Бэрда по захвату Кейптауна, губернатором которого он впоследствии стал.
Роль Бэйрда в захвате Кейптауна довольно подробно описана Джулианом Стоквином в его романе «Завоевание», опубликованном в 2011 году, а в книге «Предательство», вышедшей в 2012 году, описана роль Бэйрда в нападении на Буэнос-Айрес.
Бэйрд — один из нескольких генералов 17-го и 18-го века, используемый в качестве компьютерного оппонента во многих компьютерных адаптациях настольной игры «Риск».
Бэйрд также появился в романе Уилки Коллинза «Лунный камень».

## Для дальнейшего чтения
- Baird, David|Baird, David]] // . — London: Smith, Elder & Co.
- Theodore Hook. Life of Sir David Baird. — London: Richard Bentley, 1832.
- Brendan Carnduff, ‘Baird, Sir David, first baronet (1757—1829)’, Oxford Dictionary of National Biography, Oxford University Press, 2004.